# Léon Rom

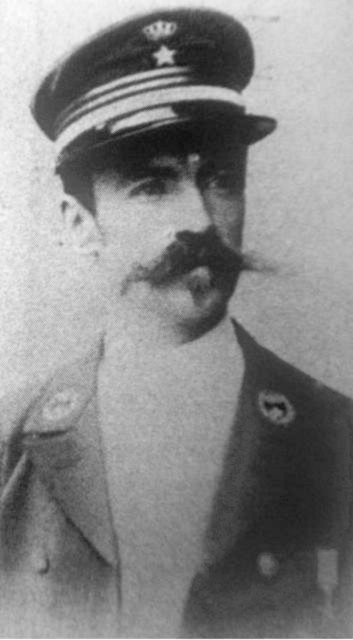
Léon Rom

Léon Auguste Théophile Rom (* 2. April 1860 in Mons; † 30. Januar 1924 in Ixelles) war ein ranghoher belgischer Offizier und Distriktkommissar von Matadi und Kasai im Kongo-Freistaat. In seiner späteren Funktion als Befehlshaber in der Force Publique war er maßgeblich an den Kongogräueln beteiligt. Seine grausame Art verarbeitete der Schriftsteller Joseph Conrad nach einer Kongoreise im Jahr 1890 in seinem Roman Herz der Finsternis.

## Leben
Mit 16 Jahren meldete sich Rom freiwillig als Karabinier. Nach acht Jahren Dienstzeit bekam er 1884 eine Stelle als Buchhalter in Brüssel, die er allerdings zwei Jahre später aufgab und sich in den Kongo-Freistaat aufmachte, der erst 1885 im Rahmen der Kongokonferenz dem belgischen König Leopold II. als Privatbesitz zugesprochen wurde. Er reiste bis Matadi, wo er die Stelle des Standesbeamten annahm und dort auch zum Bezirkskommissar aufstieg. Später reiste er weiter nach Boma und Banana, wo er zeitweise als Richter tätig war.
1890 trat er in Léopoldville im Range eines Unterleutnants in die 1885 gegründete Force Publique. Ab 1890 war er oft an Strafexpeditionen gegen örtliche Stammesführer beteiligt, die mit äußerster Härte und Rücksichtslosigkeit geführt wurden. Bereits zum Leutnant aufgestiegen, führte er ein Kontingent der Force Publique im Arabisch-Kongolesischen Krieg von 1892 bis 1894. Seine militärischen Erfolge führten zu seiner Ernennung zum Distriktkommissar von Kasai. 1895 wurde er abermals befördert und zum Kommandeur und Kommissar der zurückeroberten Gebiete ernannt. Seine Skrupellosigkeit und Brutalität, mit der er unzählige Menschen grundlos tötete beziehungsweise töten ließ, war bereits selbst in Brüssel bekannt und berüchtigt.
Nachdem Rom bereits ein Jahr später im Rang eines Hauptmanns aus dem Militärdienst ausgeschieden war, kehrte er nach Europa zurück, kam allerdings bis 1910 noch mehrere Male im Rahmen von beruflichen Tätigkeiten für diverse Handelsgesellschaften in den Kongo zurück. 1924 starb Rom 63-jährig in der Nähe von Brüssel.

## Verschiedenes
Rom war Träger diverser Ehrenzeichen, so zum Beispiel des Löwenordens, Leopoldordens sowie des Afrikanischen Sternenordens.
Am selben Tag wie Rom wurde der spätere Vizegouverneur des Kongo-Freistaats, Paul Costermans, geboren, der sich aufgrund seiner Mitwisserschaft der Kongogräuel das Leben nahm.

## Literarische Rezeption

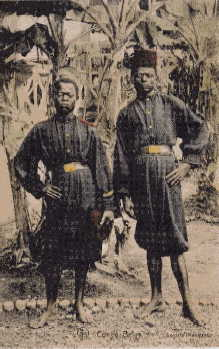
Afrikanische Söldner der Force Publique um 1900

Adam Hochschild erläutert in seinem Buch Schatten über dem Kongo (englisch: King Leopold’s Ghost), dass nur Rom die Inspiration für den Charakter des wahnsinnigen Kurtz in Joseph Conrads Roman Herz der Finsternis sein könne. Conrad bereiste den Kongo im Jahr 1890 selbst und setzte sich danach sehr kritisch mit dem Kolonialismus und Imperialismus auseinander. Hochschild vermutet, dass Conrad dabei in Fort Stanley auf Rom getroffen sein könnte, der rund um das Fort unzählige Schädel getöteter Eingeborener aufreihen ließ und seine Untergebenen anwies, die schwarze Bevölkerung bereits wegen Nichtigkeiten hart zu bestrafen.